# Scott Mosier
Scott A. Mosier (Vancouver, Washington; 5 de marzo de 1971) es un productor, director y actor estadounidense, reconocido por sus colaboraciones con el director estadounidense Kevin Smith. Destacan de su trabajo con Smith producciones como Clerks (1994), Mallrats (1995), Chasing Amy (1997) y Dogma (1999). En 2018 dirigió la película animada El Grinch.

## Filmografía

### Cine
| Año  | Título                                        | Rol                                 | Notas                                         |
| ---- | --------------------------------------------- | ----------------------------------- | --------------------------------------------- |
| 1994 | Clerks                                        | Snowball Jugador de hockey          | Productor Coeditor                            |
| 1995 | Mallrats                                      | Roddy                               | Productor                                     |
| 1996 | Drawing Flies                                 |                                     | Productor ejecutivo                           |
| 1997 | Good Will Hunting                             |                                     | Productor ejecutivo                           |
| 1997 | A Better Place                                | Larry                               | Productor ejecutivo Editor de sonido          |
| 1997 | Chasing Amy                                   | Recolector                          | Productor Editor                              |
| 1999 | Tail Lights Fade                              |                                     | Productor ejecutivo                           |
| 1999 | Dogma                                         | Marinero                            | Productor Editor                              |
| 1999 | Big Helium Dog                                |                                     | Productor ejecutivo                           |
| 2000 | Vulgar                                        | Scotty                              | Productor ejecutivo Editor Editor de diálogos |
| 2001 | Jay and Silent Bob Strike Back                | Asistente de dirección Willam Black | Productor Editor                              |
| 2004 | Jersey Girl                                   |                                     | Productor Editor                              |
| 2005 | The Ape                                       |                                     | Editor                                        |
| 2005 | Fool's Gold                                   |                                     | Editor                                        |
| 2005 | Reel Paradise                                 |                                     | Productor                                     |
| 2006 | Clerks II                                     | Padre                               | Productor                                     |
| 2007 | Who's Your Caddy?                             |                                     | Editor                                        |
| 2007 | Small Town Gay Bar                            |                                     | Productor ejecutivo Editor                    |
| 2008 | Zack and Miri Make a Porno                    |                                     | Productor                                     |
| 2012 | Best Kept Secret                              |                                     | Productor ejecutivo                           |
| 2012 | A Band Called Death                           |                                     | Productor                                     |
| 2013 | Free Birds                                    | Chico de la pizza                   | Productor Guionista                           |
| 2013 | Jay & Silent Bob's Super Groovy Cartoon Movie | General                             | Voz                                           |
| 2013 | Potential Inertia                             |                                     | Agradecimientos                               |
| 2013 | Milius                                        |                                     | Productor ejecutivo                           |
| 2018 | El Grinch                                     |                                     | Director                                      |

### Televisión
| Año  | Título                             | Rol       | Notas                    |
| ---- | ---------------------------------- | --------- | ------------------------ |
| 1995 | Clerks                             |           | Agradecimientos          |
| 1996 | Hiatus                             |           | Productor ejecutivo      |
| 1999 | Viewaskew's Look Back at Mallrats  | Productor | Agradecimientos          |
| 2006 | Clerks II: Unauthorized            | Él mismo  |                          |
| 2012 | Ultimate Spider-Man                |           | Escritor: Seis episodios |
| 2014 | Marvel 75 Years: From Pulp to Pop! |           | Editor                   |